# إدارات هندوراس
هندوراس هي دولة تقع في أمريكا الوسطى وتنقسم إدارياً إلى 18 إدارة (Departamentos). كل إدارة مرؤوسه بحاكم معين من قبل الرئيس الهندوراسي. الحاكم يمثل الفرع التنفيذي في المنطقة بالإضافة إلى عمله كوسيط بين البلديات وباقي سلطات الدولة. ويقوم بحل المشاكل التي تظهر ما بين البلديات. كما يقوم بالإشراف على الإصلاحيات والسجون في إدارته. ويقوم بالعمل مع الوزراء الذين يشكلون حكومة الرئيس. لكي يكون الشخص مؤهل لشغل هذا المنصب يجب أن يكون من جنسية هندوراسية وأن لا يقل عمره عن 18 سنة وأن يعرف الكتابة والقراءة..

## تطور التقسيم الإداري في هندوراس
1825 : الكونغرس الدستوري عقد في هذه السنة وأمر أن تقسم الدولة إدارياً إلى الأدارات التالية:  كوماياغوا (Comayagua ) و سانتا باربارا (Santa Bárbara ) و تيغوسيغالبا (Tegucigalpa ) و تشولوتيكا (Choluteca) و يورو (Yoro ) وأولانتشو (Olancho ) و غراسياس (Gracias  ) سميت في ما بعد باسم لمبيرا (Lempira ).
1834 : المجلس الدستوري غير العادي قلّص عدد الإدارات إلى أربعة. هذه المحاولة فشلت وبقي تقسيم 1825 بالقوة.
1869 : الكونغرس أمر بإنشاء إدارات لا باز (La Paz)  وهي استقطعت من كوماياغوا  وإنشاء  إل بارايسو (El Paraíso) من تيغوسيغالبا وأولانتشو وإنشاء كوبان (Copán ) من غراسياس وإنشاء موسكيتيا (Mosquitia ) من يورو.
1872 : إدارة تدعي فيكتوريا (Victoria ) أنشئت من تشولوتيكا، ولكن لم يتم تفعيل هذا الإنشاء. تم تأسيس إدارة جزر دي لا باهيا (Islas de la Bahía) وانفصلت هذه الإدارة من هندوراس إلى المملكة المتحدة في عام 1860.
1881 : أجزاء من يورو وموسكيتيا فصلت لتشكل إدارة كولون (Colón ).
1883 : إدارة إنتبوكا (Intibucá ) تم إنشاؤها من أجزاء من لا باز وغراسياس.
1893 :  تم إنشاء إدارة الوادي (Valle ) من تشولوتيكا وإنشاء إدارة كورتيس (Cortés ) من سانتا باربرا.
1902 : أجزاء من يورو وكولون أخذت لتكون إدارة أتلانتيدا (Atlántida ).
1906 : إنشئت إدارة أوكوتيبيكي (Ocotepeque )  بتقسيم إدارة كوبان.
1957 : كولون قسمت إلى جزئين لإنشاء إدارة غراسياس أديوس (Gracias a Dios).

## إدارات هندوراس
| الرقم على الخريطة | الإدارة                                   | العاصمة                                | تعداد السكان (2001) | تعداد السكان (2010) | التغير في التعداد (%) | المساحة (كم2) |
| ----------------- | ----------------------------------------- | -------------------------------------- | ------------------- | ------------------- | --------------------- | ------------- |
| 1.                | إدارة أتلانتيدا Atlántida                 | لا سيبا La Ceiba                       | 344,099             | 407,551             | 18.44%                | 4,251         |
| 2.                | إدارة تشولوتيكا Choluteca                 | تشولوتيكا Choluteca                    | 390,805             | 459,124             | 17.48%                | 4,211         |
| 3.                | إدارة كولون Colón                         | تروخيو Trujillo                        | 246,708             | 293,540             | 18.98%                | 8,875         |
| 4.                | إدارة كوماياغوا Comayagua                 | كوماياغوا Comayagua                    | 352,881             | 442,251             | 25.33%                | 5,196         |
| 5.                | إدارة كوبان Copán                         | سانتا روز دي كوبان Santa Rosa de Copán | 288,766             | 362,226             | 25.44%                | 3,203         |
| 6.                | إدارة كورتيس Cortés                       | سان بيدرو سولا San Pedro Sula          | 1,202,510           | 1,570,291           | 30.58%                | 3,954         |
| 7.                | إدارة إل بارايسو El Paraíso               | يوسكران Yuscarán                       | 350,054             | 427,232             | 22.05%                | 7,218         |
| 8.                | إدارة فرانسيسكو مورازان Francisco Morazán | تيغوسيغالبا Tegucigalpa                | 1,180,676           | 1,433,810           | 21.44%                | 7,946         |
| 9.                | إدارة غراسياس أديوس Gracias a Dios        | بورتو لمبيرا Puerto Lempira            | 67,384              | 88,314              | 31.06%                | 16,630        |
| 10.               | إدارة إنتبوكا Intibucá                    | لا إسبيرانزا La Esperanza              | 179,862             | 232,509             | 29.27%                | 3,072         |
| 11.               | إدارة جزر دي لا باهيا Islas de la Bahía   | رواتان Roatán                          | 38,073              | 49,158              | 29.12%                | 261           |
| 12.               | إدارة لا باز La Paz                       | لا باز La Paz                          | 156,560             | 196,322             | 25.40%                | 2,331         |
| 13.               | إدارة لمبيرا Lempira                      | غراسياس Gracias                        | 250,067             | 315,565             | 26.19%                | 4,290         |
| 14.               | إدارة أوكوتيبيكي Ocotepeque               | نويفا أوكوتيبيكي Nueva Ocotepeque      | 108,029             | 132,453             | 22.61%                | 1,680         |
| 15.               | إدارة أولانتشو Olancho                    | خوتيكالبا Juticalpa                    | 419,561             | 509,564             | 21.45%                | 24,351        |
| 16.               | إدارة سانتا باربارا Santa Bárbara         | سانتا باربارا Santa Bárbara            | 342,054             | 402,367             | 17.63%                | 5,115         |
| 17.               | إدارة الوادي Valle                        | ناكاومي Nacaome                        | 151,841             | 171,613             | 13.02%                | 1,565         |
| 18.               | إدارة يورو Yoro                           | يورو Yoro                              | 465,414             | 552,100             | 18.63%                | 7,939         |
| الأجمالي          | -                                         | -                                      | 6,535,344           | 8,045,990           | 23.12%                | 112,088       |

مصدر الإحصاء: https://web.archive.org/web/20091113143217/http://www.ine-hn.org/censo2001/p19.pdf